# 汉源小檗
汉源小檗（学名：Berberis bergmanniae）为小檗科小檗属下的一个变种。

## 扩展阅读
維基物種上的相關：汉源小檗